# Sântimbru (okręg Harghita)
Sântimbru (węg. Csíkszentimre) – wieś w Rumunii, w okręgu Harghita, w gminie Sântimbru. W 2011 roku liczyła 2063 mieszkańców.